# 70 років утворення Запорізької області (монета)
«70 ро́ків утво́рення Запорі́зької о́бласті» — ювілейна монета номіналом 2 гривні, випущена Національним банком України, присвячена Запорізькій області, основою економічного потенціалу якої є потужний індустріальний комплекс та уславлені родючі чорноземи, краю з багатою історією, одному з центрів формування запорізького козацтва.
Монету введено в обіг 17 грудня 2009 року. Вона належить до серії «Області України».

## Опис монети та характеристики
| Номінал грн. | Метал      | Маса, грам | Діаметр, мм. | Якість виготовлення       | Гурт     | Тираж, штук |
| ------------ | ---------- | ---------- | ------------ | ------------------------- | -------- | ----------- |
| 2            | нейзильбер | 12,8       | 31,0         | спеціальний анциркулейтед | рифлений | 45 000      |

### Аверс
На аверсі монети зображено герб Запорізької області, ліворуч від якого — логотип Монетного двору Національного банку України, та розміщено: угорі малий Державний Герб України, напис півколом «НАЦІОНАЛЬНИЙ БАНК УКРАЇНИ», декоративний орнамент з дубовим листям, унизу рік карбування та номінал монети — «2009» / «ДВІ ГРИВНІ».

### Реверс

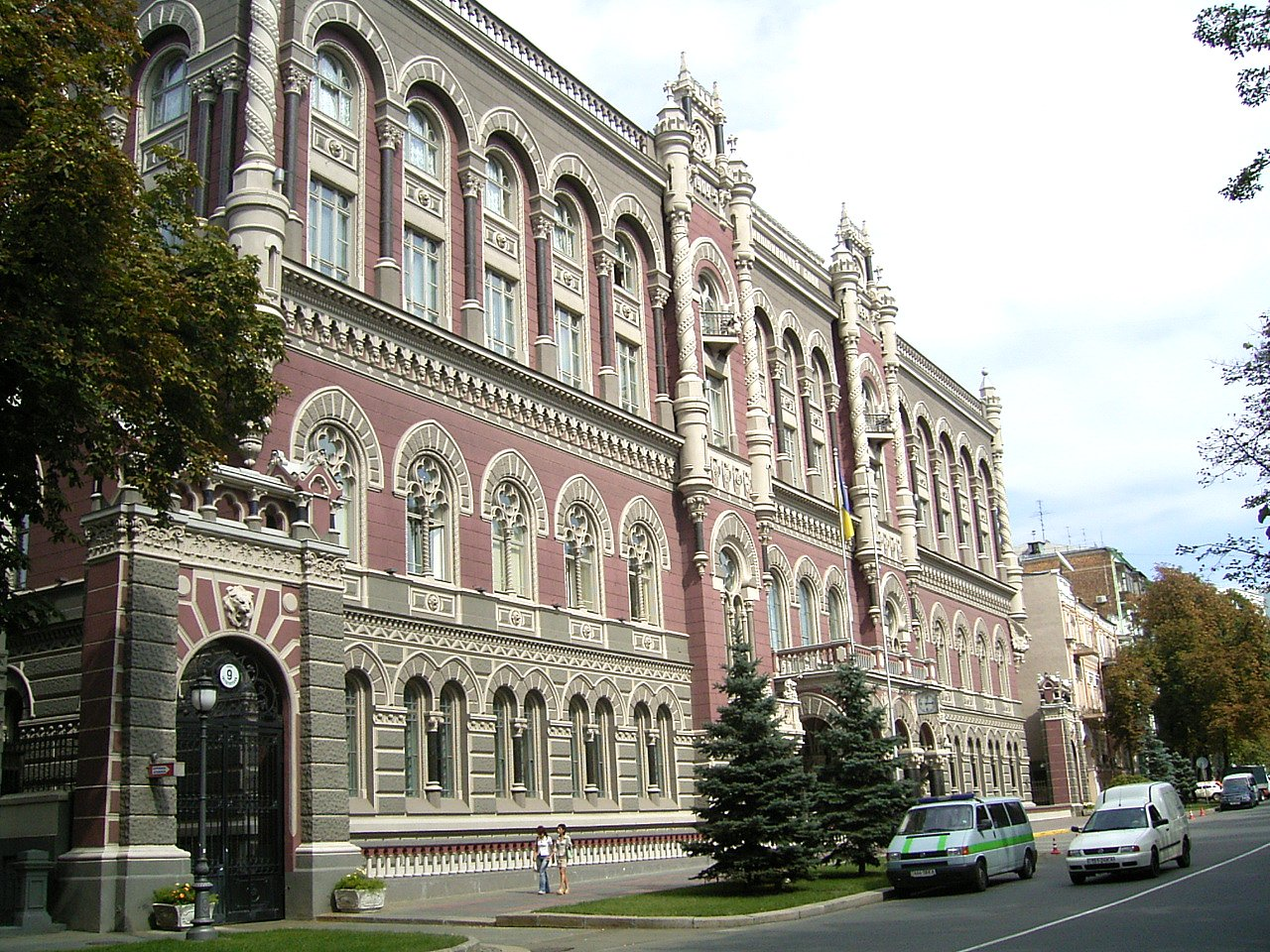
Будівля Національного банку України

На реверсі монети розміщено таку композицію: на передньому плані на тлі стилізованих хвиль Дніпра кам'яна баба, характерна для степової частини України, гармата часів Запорізької Січі, на другому плані Дніпрогес, угорі півколом напис «ЗАПОРІЗЬКА 1939 ОБЛАСТЬ», після якого декоративний орнамент з дубовим листям.

## Автори
- Художник — Іваненко Святослав.
- Скульптор — Іваненко Святослав.

## Вартість монети
Ціна монети — 15 гривень була вказана на сайті Національного банку України в 2013 році.
Фактична приблизна вартість монети, з роками змінювалася так:
| Рік        | 2010 | 2011 | 2012 | 2013 | 2014 | 2015 | 2016 | 2017 | 2018 | 2019 | 2020 | 2021 | 2022 | 2023 | 2024 | 2025 |
| ---------- | ---- | ---- | ---- | ---- | ---- | ---- | ---- | ---- | ---- | ---- | ---- | ---- | ---- | ---- | ---- | ---- |
| Ціна, грн. | 20   | 25   | 30   | 30   | 25   | 35   | 45   | 55   | 60   | 70   | 70   | 80   | 85   | 145  | 230  | 250  |